# 세르비아 아이스하키 국가대표팀
세르비아 아이스하키 국가대표팀(세르비아어: Репрезентација Србије у хокеју на леду, Reprezentacija Srbije u hokeju na ledu)은 세르비아를 대표하는 아이스하키 국가대표팀이다. 세르비아 아이스하키 협회에서 운영하고 있다. 세르비아의 다른 종목 대표팀과 마찬가지로 "하얀 독수리"라는 별명을 가지고 있다.
세르비아 몬테네그로 해체 후인 2007년에 공식적으로 창단되었으며 국제 아이스하키 연맹은 유고슬라비아 연방 공화국과 세르비아 몬테네그로 국가대표팀의 후신으로 간주하고 있다.